# Sandra Bem
Pour les articles homonymes, voir Bem.
Sandra Ruth Lipsitz Bem (Pittsburgh, 22 juin 1944 – Ithaca, 20 mai 2014) est une psychologue américaine connue pour ses travaux sur l'androgynie et sur le genre. Ses travaux pionniers sur les rôles et les stéréotypes de genre ont mené à plus d'égalité entre les hommes et les femmes dans le monde du travail aux États-Unis[non neutre].
Elle a notamment développé le Bem Sex-Role Inventory, un outil d'évaluation (mesure) de la masculinité et de la féminité, utilisé pour la recherche sur les rôles de genre.

## Publications
- Bem, Sandra L. (1974). "The measurement of psychological androgyny". Journal of Consulting and Clinical Psychology. 42, 155-62.
- Bem, Sandra L. and C. Watson. (1976). "Scoring packet: Bem Sex Role Inventory". Unpublished Manuscript
- Bem, S. L. (1976). "Sex typing and androgyny: Further explorations of the expressive domain". Journal of Personality and Social Psychology, 34, 1016.
- Bem, S. L. (1976). "Sex typing and the avoidance of cross-sex behavior". Journal of Personality and Social Psychology, 33, 48.
- Bem, S. L. (1977). "On the utility of alternative procedures for assessing psychological androgyny". Journal of Consulting and Clinical Psychology, 54, 196-205
- Bem, S. L. (1977). The 1977 annual handbook for group facilitators.
- Bem, S. L. (1979). "Theory and measurement of androgyny: A Reply to the Pedhazur- Tetenbaum and Locksley- Colten Critiques." Journal of Personality and Social Psychology, 37, 1047.
- Bem, S. L., & Andersen, S. M. (1981). "Sex typing and androgyny in dyadic interaction: Individual differences in responsiveness to physical attractiveness." Journal of Personality and Social Psychology, 41, 74.
- Bem, S. L. (1981). "Gender schema theory: A cognitive account of sex typing source". Psychological Review, 88, 354.
- Bem, S. L. (1981). "The BSRI and gender schema theory: A reply to Spence and Helmreich". Psychological Review, 88, 369-71.
- Bem, S. L. (1982). "Gender schema theory and self-schema theory compared: A comment on Markus, Crane, Bernstein, and Siladi's "Self-schemas and gender"". Journal of Personality and Social Psychology, 43,1192
- Bem, S. L. (1989). "Genital knowledge and gender constancy in preschool children". Child Development, 60, 3.
- Bem, S. L. (1993). The lenses of gender: Transforming the debate on sexual inequality. New Haven, CT: Yale University Press.
- Bem, S. L. (1995). "Dismantling gender polarization and compulsory heterosexuality: Should we turn the volume down or up?" Journal of Sex Research, 32, 329-334.
- Bem, S. L. (1998), An Unconventional Family. New Haven, CT: Yale University Press.
- Bem, S. L., Schellenberg, E. G., & Keil, J. M. (1995). ""Innocent victims" of AIDS: Identifying the subtext". Journal of Applied Social Psychology, 25, 1790-1800.
- Chesler, P., Rothblum, E. D., & Cole, E. (1995). Feminist foremothers in women's studies, psychology, and mental health. New York: Haworth Press.
- Frable, D. E. S. and Bem, S. L. (1985). "If you are gender schematic, all members of the opposite sex look alike". Journal of Personality and Social Psychology, 49, 459.